# Rockwood (Illinois)
Pour les articles homonymes, voir Rockwood.
Rockwood est un village situé au sud-est du comté de Randolph dans l'Illinois, aux États-Unis,. Il est incorporé le 25 mai 1896.

## Démographie
Lors du recensement de 2010, le village comptait une population de 42 habitants. Elle est estimée, en 2016, à 40 habitants.

### Source de la traduction
- (en) Cet article est partiellement ou en totalité issu de l’article de Wikipédia en anglais intitulé « Rockwood, Illinois » (voir la liste des auteurs).